# Алфа Ромео Ф1
Алфа Ромео је швајцарски тим Формуле 1 са седиштем у градићу Хинвил у Швајцарској. Алфа Ромео је као конструктор и снабдевач моторима учествовао у Формули 1 од 1950. до 1987. Тим је освојио прва два трофеја у конкуренцији возача 1950. и 1951.године, а онда је угашен.
Тим Заубер основан је седамдесетих година 20. века и у почетку се такмичио на тркама спортских аутомобила, да би 1993. на Великој награди Јужне Африке такође почео да учествује и у тркама Формуле 1.
Тим је 2005. продат немачком БМВ-у, да би од 2010. опет почео да на такмичења излази самостално. Од 2018. године тим се зове Алфа Ромео Заубер, да би од почетка сезоне 2019. тим почео да се зове Алфа Ромео.

## Историја
Тим Алфа Ромео је учествовао у тркама Формуле 1 1950. и 1951.године када су Нино Фарина и Хуан Мануел Фанђо освајали шампионске титуле.
Тим Заубер је учествовао у тркама формуле 1 од 1993. године.
Најуспешнија сезона им је била 2001. година када је тим освојио четврто место у категорији конструктора.
Те сезоне су за тим возили Ник Хајдфелд и Кими Рејкенен, а тест-возач им је био Фелипе Маса.
Током 2005. године БМВ је купио екипу Заубера.
Оснивач тима Петер Заубер је остао у тиму као консултант.
БМВ је у тркама Формуле 1 учествовао као произвођач мотора.
Највећи успех им је био 1983. године када је Нелсон Пике освојио титулу са БМВ мотором.
На крају 2009. године БМВ је објавио да се повлачи из Формуле 1, а Петер Заубер је откупио екипу од немачког произвођача и наставио да се такмичи под именом Заубер.

### 2006. Почетак ере са БМВ-овим моторима
БМВ Заубер је у својој првој сезони у такмичењу Формула 1 освојио пето место у категорији конструктора са 36 поена.
За тим су возили:
- 16  Ник Хајдфелд, 23 поена, 9. место
- 17  Жак Вилнев, 7 поена, првих 12 трка, 15. место
- 17  Роберт Кубица, 6 поена, задњих 6 трка, 16. место
- Себастијан Фетел, тест-возач

Највећи успеси тима у овој сезони су били два трећа места која су освојили Хајдфелд на Великој награди Мађарске и Кубица на Великој награди Италије.
На Великој награди Немачке Вилнев је доживео удес, након чега је до краја сезоне уместо њега возио Кубица.

### 2007.
Тим је у овој сезони остварио велики успех освајајући друго место у категорији конструктора две трке пре краја сезоне.
У сезони 2007. за БМВ Заубер су возили:
- 9 Ник Хајдфелд
- 10 Роберт Кубица
- Себастијан Фетел, тест-возач

На Великој награди Канаде Кубица је доживео тежак удес, због чега је на следећој трци ВН САД возио Фетел.
Фетел је на тој трци освојио 8. место и постао најмлађи возач Формуле 1 који је освојио поене.
Пар трка касније двадесетогодишњи Немац је прешао у Скудера Торо Росо.

### 2008.
21. августа 2007. године БМВ Заубер је потврдио да су продужени уговори са оба возача и за 2008. сезону.
Њихови болиди ће носити бројеве 3 и 4.
Возачи су другу годину за редом били:
- 3 Ник Хајдфелд
- 4 Роберт Кубица

Екипа је имала доста проблема током предсезонских тестирања, али су они ипак решени до почетка шампионата, па је БМВ Заубер био један од главних конкурената Ферарију и Макларену. Екипа је имала одличан темпо током прве половине године. Роберт Кубица је на трећој трци сезоне у Бахреину освојио прву пол позицију за екипу, а након те трке БМВ Заубер је био лидер шампионата конструктора испред Ферарија и Макларена. Прву победу у историји екипе је остварио Роберт Кубица на Великој награди Канаде. Славље је употпунио Ник Хајдфелд који је трку завршио на другој позицији. Након тога, форма БМВ Заубера је била у благом паду све до краја шампионата. Главни разлог овога је била одлука екипе да све ресурсе преусмери на развој болида за следећу сезону пошто су 2009. на снагу ступала знатно другачија техничка правила.
Екипа је на крају у шампионату конструктора била на трећем месту са 135 бодова. Кубица је завршио на четвртом месту у пласману возача са 75 поена, док је Хајдфелд био шести са 60.

### 2009.
За екипу су и у сезони 2009 возили:
- 5 Роберт Кубица
- 6 Ник Хајдфелд

Ово је била најгора година откако је БМВ преузео Заубер. Екипа је средином 2008. одлучила да жртвује сезону како би се сав фокус преусмерио на болид за 2009. Болид Ф1.09 ни у једном тренутку није био конкурентан. Возачи екипе су се само два пута пењали на подијум и то Хајдфелд у Малезији и Кубица и Бразилу (оба пута друго место). БМВ Заубер је такође био један од тимова који су највише подржавали увођење КЕРС система, али су га они на крају након пуно проблема у фази развоја користили само на једној трци. Резултати су се делимично поправили на крају године, али је већ било прекасно, па је БМВ објавио да ће након 2009. напустити формулу 1. Будућност тима је била у неизвесности по завршетку шампионата, али је на крају Питер Заубер повратио од БМВ-а пуно власништво над екипом и наставио да се такмичи.

### 2010. Повратак Заубера и Фераријевих мотора
Екипа је у сезони 2010 морала да се поново такмичи под именом БМВ Заубер, иако немачки произвођач више није имао никаквог утицаја. До овакве ситуације се дошло зато што Питер Заубер није на време поднео захтев за промену имена екипе. Заубер је 2010. прешао на Фераријеве моторе, а возачи су били:
- 22 Педро де ла Роса
- Ник Хајдфелд (заменио де ла Росу након Велике награде Италије)
- 23 Камуи Кобајаши

Заубер је био веома брз током предсезонских тестирања, али су их технички проблеми спречавали да остваре неки значајнији резултат на првих шест трка сезоне. Први бод за екипу у 2010. је освојио Камуи Кобајаши на Великој награди Турске. Резултати су у другој половини године били бољи, а најбољи пласман је било шесто место Кобајашија на Великој награди Велике Британије. Екипа је на крају шампионат завршила на осмом месту у поретку конструктора са 44 бода. Кобајаши је био дванаести у пласману возача са 32 поена, док су де ла Роса и Хајдфелд на седамнаестој односно осамнаестој позицији имали по 6.

### 2011
Екипа се од сезоне 2011 званично зове Заубер Ф1 Тим а, возачи су били:
- 16 Камуи Кобајаши
- 17 Серхио Перез (на Великој награди Канаде га је мењао Педро де ла Роса)

Након дисквалификације оба возача са Велике награде Аустралије због нелегалности задњег крила, Заубер је на наредних шест трка константно био у бодовима. Серхио Перез је на Великој награди Монака доживео тежак удес па га је на трци у Канади заменио Педро де ла Роса. Форма тима је како је сезона одмицала била у благом паду, али је Заубер на крају био седми у шампионату конструктора са 44 бода. Камуи Кобајаши је поново освојио највише бодова за екипу (30), док је Серхио Перез сакупио 16 поена. Они су у шампионату возача завршили на дванаестом, односно шеснаестом месту. Екипа је у 2011. години користила Фераријев КЕРС систем.

### 2012
Возачи екипе у сезони 2012 су:
- 14 Камуи Кобајаши
- 15 Серхио Перез

Улогу шефа екипе је од Петер Заубер преузела Мониша Калтенборн и тако постала прва жена шеф једног тима Формуле 1. Зауберов болид Ц31 за 2012. је један од иновативнијих пошто користи веома интересантан концепт издувног система. Добра форма са предсезонских тестова је пренесена на прве трке сезоне. У Аустралији је Кобајаши био шести, а Перез осми. На Великој награди Малезије Серхио Перез је дошао до неочекиваног другог места и тако потврдио да има таленат за велика дела. Трећа трка није била толико добра првенствено због лоше стратегије тима па су Перез и Кобајаши завршили на десетом и једанаестом месту.

### 2019
Тим је након дугогодишњег партнерства са Алфом Ромео променио име у Алфа Ромео рејсинг. Шеф тима је остао Фредерик Васер, а возачи су Кими Рејкенен и Антонио Ђовинаци.

### 2022
Рејкенен се повукао на крају сезоне 2021. док је Ђовинаци напустити тим крајем 2021. Тим је потписао уговор са Валтеријем Ботасом и возачем Ф2 Гуанју Џоуом за сезону 2022.

## Резултати у формули 1
(Подебљано означава освојена првенства)
| Година                                                 | Име                      | Шасија         | Мотор                       | Гуме | Бр.     | Возачи                                                                                                  | Поени | Шк  |
| ------------------------------------------------------ | ------------------------ | -------------- | --------------------------- | ---- | ------- | --- | ----- | --- |
| 1950                                                   | Алфа Ромео С.п.А.        | 158            | 158 1.5 L8 s                | P    | Н/Д     | Хуан Мануел Фанхио Ђузепе Фарина Луиђи Фађоли Рег Парнел Пиеро Таруфи Консалво Санеси                   | Н/Д   | Н/Д |
| 1951                                                   | Алфа Ромео С.п.А.        | 159            | 158 1.5 L8 s                | P    | Н/Д     | Хуан Мануел Фанхио Ђузепе Фарина Луиђи Фађоли Фелиће Бонето Туло де Графенрид Консалво Санеси Паул Питш | Н/Д   | Н/Д |
| 1952–1978: Алфа Ромео се није такмичио као конструктор |                          |                |                             |      |         | |       |     |
| 1979                                                   | Аутоделта                | 177 179        | 115-12 3.0 F12 1260 3.0 V12 | G    | 35 36   | Бруно Ђакомели Виторио Брамбила                                                                         | 0     | НК  |
| 1980                                                   | Марлборо тим Алфа Ромео  | 179            | 1260 3.0 V12                | G    | 22 23   | Патрик Депеје Виторио Брамбила Андреа де Чезарис Бруно Ђакомели                                         | 4     | 11. |
| 1981                                                   | Марлборо тим Алфа Ромео  | 179B 179C 179D | 1260 3.0 V12                | М    | 22 23   | Марио Андрети Бруно Ђакомели                                                                            | 10    | 9.  |
| 1982                                                   | Марлборо тим Алфа Ромео  | 179D 182       | 1260 3.0 V12                | М    | 22 23   | Андреа де Чезарис Бруно Ђакомели                                                                        | 7     | 10. |
| 1983                                                   | Марлборо тим Алфа Ромео  | 183T           | 890T 1.5 V8 t               | М    | 22 23   | Андреа де Чезарис Мауро Балди                                                                           | 18    | 6.  |
| 1984                                                   | Бенетон тим Алфа Ромео   | 184T           | 890T 1.5 V8 t               | G    | 22 23   | Рикардо Патрезе Еди Чевер                                                                               | 11    | 8.  |
| 1985                                                   | Бенетон тим Алфа Ромео   | 185T 184TB     | 890T 1.5 V8 t               | G    | 22 23   | Рикардо Патрезе Еди Чевер                                                                               | 0     | НК  |
| 1986–2018: Алфа Ромео се није такмичио као конструктор |                          |                |                             |      |         | |       |     |
| 2019                                                   | Алфа Ромео рејсинг       | C38            | Ферари 064 1.6 V6 t         | P    | 7 99    | Кими Рејкенен Антонио Ђовинаци                                                                          | 57    | 8.  |
| 2020                                                   | Алфа Ромео рејсинг Орлен | C39            | Ферари 065 1.6 V6 t         | P    | 7 99    | Кими Рејкенен Антонио Ђовинаци                                                                          | 8     | 8.  |
| 2021                                                   | Алфа Ромео рејсинг Орлен | C41            | Ферари 065/6 1.6 V6 t       | P    | 7 88 99 | Кими Рејкенен Роберт Кубица Антонио Ђовинаци                                                            | 13    | 9.  |
| 2022                                                   | Алфа Ромео Ф1 тим Орлен  | C42            | Ферари 066/7 1.6 V6 t       | P    | 24 77   | Џоу Гуанју Валтери Ботас                                                                                | 52*   | 6.* |
| Извор:                                                 |                          |                |                             |      |         | |       |     |

* – Сезона у току.